# Франк Лейманн
Франк Лейманн (25 вересня 1957 року в Бохум) — німецький комп'ютерний вчений та математик. Він є професором комп'ютерних наук в Університет Штутгарта, Німеччина, а також директором і засновником Інституту архітектури прикладних систем (IAAS).

## Біографія
Лейманн вивчав математика, фізика і астрономія, і отримав ступінь Магістр наук у галузі математики (тобто Dipl.-Math.) у 1982 році в Університет Бохума, Німеччина. Він працював науковим співробітником на факультеті математики в Університеті Бохума, де здобув докторський ступінь у галузі математики (тобто Dr. rer. nat.) у 1984 році. У своїй дисертації він досліджував фоліація простору із сингулярностями. Після здобуття докторського ступеня він перейшов до IBM Research and Development, де зробив внесок у розробку програмних продуктів таких як DB2, Websphere або MQSeries. Лейманн був головним співавтором і головним архітектор програмного забезпечення продуктів управління бізнес-процесами і робочих процесів IBM, і був призначений Distinguished Engineer IBM за цю роботу. У 2004 році він був призначений професором комп'ютерних наук в Університет Штутгарта, де заснував Інститут архітектури прикладних систем. Він має багато патентів у галузі програмного забезпечення.

## Робота
Основні внески Франка Лейманна походять з таких областей, як системи робочих процесів, архітектура орієнтована на послуги, хмарні обчислення, мовні патерни і квантові обчислення.

### Управління базами даних
Спочатку його увага була зосереджена на технології баз даних:
Щоб спростити запити на реляційні бази даних з багатьма таблицями, Лейманн спільно розробив універсальну реляційну систему
на основі існуючих реляційних систем баз даних. Далі були внесені зміни в архітектурні аспекти збережені процедури і функції, визначені користувачем. Останні призвели до дослідження використання об'єктні бази даних, зокрема ObjectStore, як основи для іншого проміжного програмного забезпечення. На той час розробники не були дуже знайомі з об'єктними базами даних, тому Лейманн допоміг створити інструменти для забезпечення належної продуктивності відповідних застосунків.

### Управління бізнес-процесами та системи робочих процесів
Системи робочих процесів підтримують компанії в моделюванні, оптимізації та виконанні їх бізнес-процесів у комп'ютерних середовищах. Було запропоновано кілька мов для моделювання бізнес-процесів, з яких дві мови отримали широке визнання в промисловості: одна з них — це стандарт OASIS (організація) Business Process Execution Language (BPEL), який Лейманн спільно винайшов і який, у свою чергу, базується на Web Services Flow Language (WSFL), мові, яку Лейманн створив для IBM; інша мова — це Business Process Model and Notation 2.0 (BPMN), яку Лейманн також співавтор. Такі мови моделювання підтримують "програмування у великому масштабі" і дозволяють розділити високорівневу логіку управління і потоків даних у загальному додатку від його низькорівневої логіки, яка реалізує елементарні бізнес-функції; таким чином, можна створювати застосунки на основі робочих процесів, які дозволяють змінювати бізнес-процеси без необхідності змінювати програми, які реалізують окремі етапи процесу.
Часто колекції таких етапів представляють тривалі транзакції, тобто виконані етапи повинні бути успішними або — у випадку помилки — повинні бути колективно скасовані; для підтримки цієї поведінки в бізнес-процесах Лейманн ввів компенсуючі транзакції в системи робочих процесів.
На основі його внеску в продукти IBM для робочих процесів, Лейманн співавтор книги "Production Workflow", яка пояснює, як створювати масштабовані та надійні системи робочих процесів.

### Службове обчислення
Архітектура та реалізація систем робочих процесів передбачала багато аспектів програмування орієнтованого на послуги, таких як використання інтерфейсів послуг, викликачів послуг або слухачів послуг. Відповідно, з 2000 року Лейманн допомагав визначати кілька оригінальних стандартів веб-послуг, таких як WS-Addressing, WS-Business Activity, BPEL4People, або Web Services Resource Framework. Зокрема, агрегація веб-послуг була розглянута в BPEL і WSFL. Як безліч стандартів веб-послуг вписуються в архітектуру шини підприємства для послуг, описано в книзі про платформу веб-послуг, співавтором якої є Лейманн.

### Хмарні обчислення
Робота над ресурсною рамкою веб-послуг вже показала, що елементи обчислювальної інфраструктури, такі як апаратне забезпечення, операційні системи тощо, також можна сприймати як послуги — так само, як і функціональність програмного забезпечення. Відповідно, цілком можливе аутсорсинг застосунків у хмару, що потребує стандартів і технологій для постачання та управління такими застосунками в таких середовищах: Франк Лейманн був початковим співавтором OASIS TOSCA, мови, яка дозволяє визначати структуру застосунків, їх артефакти та залежності, а також асоційовану операційну семантику для автоматичного постачання таких застосунків. Група Лейманна в Університеті Штутгарта створила реалізацію цього стандарту з відкритим вихідним кодом під назвою OpenTOSCA. Рекомендації щодо створення застосунків, які правильно вписуються в хмару, були розроблені спільно з промисловими партнерами і опубліковані як мова нейтральних до постачальника шаблонів хмарних обчислень.

### Шаблони мов
Лейманн та його група досліджували використання мова шаблонів не тільки в області хмарних обчислень, але й у кількох інших сферах, таких як інтернет речей, екологічні бізнес-процеси, або квантові обчислення. Запропоновано використання мов шаблонів для (напів)автоматичного переписування архітектури програмного забезпечення. Шаблони є абстракціями конкретних робочих рішень, але в процесі абстракції знання про ці робочі рішення втрачаються — з наслідком, що робочі рішення створюються знову і знову, коли застосовується шаблон. Щоб уникнути цієї неефективності, досліджено та розроблено повторне використання конкретних рішень. Щоб показати, що мови шаблонів і відповідні нові концепції застосовні поза сферою комп'ютерних наук, їх регулярно використовують у гуманітарних науках, особливо в області фільмів та музикознавстві.

### Квантові обчислення
Квантові обчислення мають потенціал вирішувати проблеми, які сьогодні є невирішуваними. Але програмування квантових комп'ютерів дуже відрізняється від програмування класичних комп'ютерів. Щоб підтримати практиків, що розробляють рішення на основі квантових комп'ютерів, Лейманн та його група запропонували платформу для обміну знаннями про створення відповідних додатків. В рамках проекту PlanQK (який Лейманн очолював як науковий директор) ця платформа була створена. Інша робота зосереджена на методі розробки програмного забезпечення для розробки гібридних квантових додатків, та відповідних інструментах розробки, що підтримують створення додатків навіть на шумних квантових комп'ютерах.

## Почесті та нагороди
- Почесний професор, Віденський технічний університет (2023)[38]
- Призначення, WSO2 Technology Fellow (2023)[39]
- Призначення, Курт Гедель Гостиний професор з квантові обчислення, Віденський технічний університет (2020)[40]
- Призначення, Член експертної ради з квантових обчислень уряду Німеччини (2020)[41]
- Член, Асоціація штучного інтелекту Азії та Тихоокеанського регіону (AAIA)[42] (2020)
- Член, Центр інтегрованих квантових наук та технологій (IQST)[43] (2019)
- Обраний член, Європейська Академія (2016)
- Почесний доктор, Університет Криту (2015)
- Призначення, IBM Distinguished Engineer (2000)
- Почесний професор, Університет Штутгарта (1999)
- Обраний член, Академія технологій IBM (1996)

## Зовнішні посилання
- Домашня сторінка Лейманна в Університеті Штутгарта